# Mount Melbourne
Mount Melbourne är en vulkan i Antarktis. Den ligger i Östantarktis. Nya Zeeland gör anspråk på området. Toppen på Mount Melbourne är 2 730 meter över havet.
Mount Melbourne är den högsta punkten i trakten.